# 291855 Calabrocorrado
291855 Calabrocorrado este o planetă minoră (asteroid) din centura de asteroizi. A fost descoperită pe 28 iulie 2006 la Andrușivska astronomicina observatoria⁠(d) de Andrușivska astronomicina observatoria⁠(d). 
Obiectul prezintă o orbită caracterizată de o semiaxă mare de 2,3751377928319 UAi, o excentricitate de 0,22, o înclinație de 1,2 ° în raport cu ecliptica.